# Нибли, Хью
Хью Ни́бли (англ. Hugh Nibloe; род. 9 января 1982, Странраер, Дамфрис-энд-Галловей) — шотландский и британский кёрлингист на колясках. Участник сборной Великобритании на зимних Паралимпийских играх 2018 и 2022 годов. Участник сборной Шотландии на нескольких чемпионатах мира. Серебряный призёр чемпионата мира на колясках среди смешанных пар (2025).

## Достижения
- Чемпионат мира по кёрлингу на колясках: серебро (2019), бронза (2017, 2023).
- Чемпионат мира по кёрлингу на колясках среди смешанных пар: серебро (2025).

## Команды
| Сезон                                                                      | Четвёртый         | Третий           | Второй           | Первый               | Запасной                                             | Турниры             |
| -------------------------------------------------------------------------- | ----------------- | ---------------- | ---------------- | -------------------- | ---------------------------------------------------- | ------------------- |
| 2014—15                                                                    | Грегор Юэн        | Джим Голт        | Хью Нибли        | Эйлин Нельсон        | Эйнджи Мэлоун тренер: Тони Заммейк                   | ЧМК 2015 (8 место)  |
| 2016—17                                                                    | Эйлин Нельсон     | Грегор Юэн       | Хью Нибли        | Роберт Макферсон     | Эйнджи Мэлоун тренер: Шейла Суон                     | ЧМК 2017            |
| 2017—18                                                                    | Эйлин Нельсон     | Хью Нибли        | Грегор Юэн       | Роберт Макферсон     | Эйнджи Мэлоун тренеры: Шейла Суон, Kenny More        | ЗПИ 2018 (7 место)  |
| 2018—19                                                                    | Эйлин Нельсон     | Хью Нибли        | Роберт Макферсон | Дэвид Мелроуз        | Gary Logan тренер: Шейла Суон                        | ЧМК 2019            |
| 2019—20                                                                    | Хью Нибли         | Роберт Макферсон | Гэри Смит        | Шарлотта Маккенна    | Меган Доусон-Фаррелл тренер: Шейла Суон              | ЧМК 2020 (9 место)  |
| 2020—21                                                                    | Хью Нибли         | Грегор Юэн       | Дэвид Мелроуз    | Меган Доусон-Фаррелл | Шарлотта Маккенна тренер: Шейла Суон                 | ЧМК 2021 (6 место)  |
| 2021—22                                                                    | Грегор Юэн        | Хью Нибли        | Дэвид Мелроуз    | Меган Доусон-Фаррелл | Гэри Смит тренер: Шейла Суон                         | ЗПИ 2022 (8 место)  |
| 2022—23                                                                    | Грегор Юэн        | Хью Нибли        | Gary Logan       | Joanna Butterfield   | Меган Доусон-Фаррелл тренеры: Шейла Суон, Kenny More | ЧМК 2023            |
| 2023—24                                                                    | Грегор Юэн        | Хью Нибли        | Роберт Макферсон | Меган Доусон-Фаррелл | Гэри Смит тренер: Luke Carson                        | ЧМК 2024 (10 место) |
| 2024—25                                                                    | Хью Нибли         | Гэри Смит        | Austin McKenzie  | Jo Butterfield       | Keith Gray тренеры: Шейла Суон, Niall Ryder          | ЧМК 2025 (7 место)  |
| Кёрлинг на колясках среди смешанных пар (wheelchair mixed doubles curling) |                   |                  |                  |                      |                                                      |                     |
| 2024—25                                                                    | Шарлотта Маккенна | Хью Нибли        |                  |                      | тренер: Niall Ryder                                  | ЧМКСП 2025          |

(скипы выделены полужирным шрифтом)